# Львівський завод штучних алмазів і алмазного інструменту
Львівський завод штучних алмазів і алмазного інструменту — підприємство алмазної промисловості у Львові, що припинило свою діяльність у 2018 році.

## Історія
Підприємство засноване 1965 року на потужностях львівського машинобудівного заводу «Головпродмаш», що спеціалізувався на виробництві обладнання для харчової промисловості та розташовувалося на території колишньої лікеро-горілчаної фабрики Бачевських, що на вул. Хмельницького, 116. Спочатку на заводі освоєно виробництво алмазного інструменту, а від 1976 року — одержання надтвердих матеріалів на основі алмазу. У 1970-х роках виробничі корпуси заводу займали більшу частину території між вулицями Хмельницького, Волинською та Промисловою. 
1978 року алмазний інструмент, виготовлений на підприємстві, був представлений в експозиції УРСР у павільйоні СРСР на весняному ярмарку, що проходив у східнонімецькому місті Лейпцигу та відзначений дипломом ярмарку. Упродовж 1980-х років розроблено низку інструментів на органічній зв'язці з використанням ефекту Ребіндера під час обробки матеріалів (продукція відзначена декількома дипломами та золотими медалями ВДНГ СРСР). 
1995 року підприємство реорганізовано у відкрите акціонерне товариство, 2011 року — публічне акціонерне товариство, 2018 року — приватне акціонерне товариство.
2018 року будівельна компанія «Ріел» викупила акції ПАТ «Львівський завод штучних алмазів і алмазного інструменту» та земельну ділянку, на якій розташовувалося підприємство. Таким чином львівський завод «Алмазінструмент» припинив своє існування. На території колишнього заводу, що на вул. Хмельницького, 116, планують збудувати новий житловий квартал з громадськими приміщеннями, садочком та паркінгом. Усі історично цінні будівлі на території колишнього заводу буде відреставровано. На початку 2020 року почався процес демонтажу будівель.
Щодо комплексу виробничих будівель заводу «Алмазінструмент», що на вул. Волинській, 9, то у жовтні 2019 року виконавчий комітет Львівської міської ради затвердив містобудівні умови на будівництво на місці цехів заводу багатофункційного комплексу нежитлових та житлових (331 квартира) будівель з вбудованими приміщеннями громадського призначення, закладом перебування дітей дошкільного віку (дитячий садок на 25 місць). Новий житловий квартал має назву «Новий Форт». Також, 2 квітня 2021 року ПрАТ «Львівський завод штучних алмазів і алмазного інструменту» отримав містобудівні умови та обмеження на проєктування об'єкта будівництва та реконструкцію двох будівель заводу з їх пристосуванням під торговельні та адміністративні заклади.

## Продукція
Основною продукцією підприємства — синтетичні надтверді матеріали та алмазний інструмент, призначеного для остаточних операцій, які застосовуються в основних технологічних процесах у різних галузях промисловості. Завод був єдиним у країнах СНД підприємством, що виготовляє хонінгувальні бруски для обробки високоточних отворів у чавунних та сталевих деталях, суперфінішні бруски для обробки зовнішніх циліндричних поверхонь, зубчасті хони для остаточної обробки загартованих зубчастих коліс, ручні притири для доведення твердосплавного інструменту, циліндричні та фасонні головки для обробки внутрішніх поверхонь твердосплавних матриць та штампів, еластичні круги для обробки екрана кінескопа. Випускало також круги для заточування і доведення твердосплавного різального інструменту, нарізання та обробки природного каменю, кераміки, скла та інших важкооброблюваних матеріалів. 
Спеціалісти підприємства систематично проводили наукові дослідження із створення нових видів надтвердих матеріалів (отримано понад 100 патентів та винаходів), розробляли та проєктували нові види вдосконалення технології виробництва. На заводі вперше виготовлено хонінгувальні бруски та розроблені зв'язки для підвищення антифрикційності гільз ДВЗ, здійснено чорнове хонінгування з великими припусками загартованої сталі та чавуну з використанням дроблених полікристалів марок АРК, АРК4, АРС3. 
Інструмент виготовлявся на органічній, металевій, термореактивній, вулканітовій, керамічній та гальванічній зв'язках. Щорічно завод випускав близько 1200 типорозмірів інструменту, понад 25 його видів виготовлялося для порізки та фактурної обробки каменю та інших будівельних матеріалів, 17 — для обробки скла, кераміки, кришталю та ситалових підкладок, оброблення екрана кінескопів і лінз для окулярів, 22 — для заточування та доведення твердосплавного різального інструменту. Понад 20 найменувань продукції вироблялося на експорт.